# Agnosia
Agnosia este un gen de molii din familia Sphingidae. 

## Specii
- Agnosia microta - (Hampson 1907)
- Agnosia orneus - (Westwood 1847)